# Хенрик Славик
Хѐнрик Сла̀вик (на полски: Henryk Sławik) (роден на 16 юли 1894 г. в Шерока, умира на 23 август 1944 г. в концентрационния лагер Гусен (Маутхаузен)) е полски журналист, участник в Шльонското въстание, член от Полската социалистическа партия. По време на войната е един от организаторите, които помагат на полските бежанци (сред които и евреи), които попадат в Унгария. Отличен с медал Праведник на света.

## Биография
От раждането си е свързан с Горни Шльонск (Горна Силезия), участва в трите шльонски въстания, както и в референдума. От 1928 г. е главен редактор на „Gazeta Robotnicza“ („Работнически вестник“), в периода 1929 – 1930 г. е съветник в Катовице, от 1934 г. е член на Висшия съвет на Полската социалистическа партия. Дипломат от Обществото на народите.
След като СССР и Третия Райх нападат Полша през септември 1939 г., Славик попада в Унгария, където застава начело на Гражданския комитет по въпросите на полските бежанци, после министърът на труда на Полското правителство в изгнание му предлага да стане дипломат. Организира помощ за военно интернираните и цивилни бежанци, помага им в бягството на Запад. В сътрудничество с дипломата от унгарското правителство Юзеф Антал издава на бежанците документи, които спасяват живота на голяма част от тях, особено на евреите, напускащи Полша.
Помага също така в спасяването на еврейски деца, за които заедно с доктор Юзеф Антал, Зджислав Антоневич, доктор Миклош Берещочи и кардинал Юстиниан Шереди съдействат за отварянето на сиропиталище във Вац, близо до Будапеща. Изчислено е, че Хенрик Славик спасява почти 30 000 полски бежанци, сред които има около 5000 евреи.
Арестуван е през 1944 г., след нахлуването на Германия в Унгария. По време на следствието поема цялата отговорност и не признава, че познава Антал.
Убит е на 23 август 1944 г. в германския концентрационен лагер Гусен (Маутхаузен). Съпругата му Ядвига оцелява в лагера Равенсбрюк и след войната намира дъщеря си Кристина, която семейство Антал укрива.
Посмъртно е удостоен с медал Праведник на света от Института Яд Вашем.
Според различни източници благодарение на Славик и неговите съратници са издадени документи на 5000 полски евреи, които попадат в Унгария по време на Втората световна война.

## Отличия
- 2014 – с решение на Сената на Република Полша се отбелязва 70-годишнината от смъртта на Хенрик Славик
- 2010 – Орден на Белия Орел в знак на признателност за изключителна храброст и саможертва в името на спасяването на полски бежанци по време на Втората световна война
- 2004 – Командорски кръст със звезда на Ордена на Възраждане на Полша
- 1990 – медал Праведник на света.[1]

## Памет
Неговата дейност в Унгария е описана в книгата на Гжегож Лубчик „Henryk Sławik – polski Wallenberg“, с филмова адаптация със заглавие Mój tata, Henryk Sławik, която получава награда от TV Polonia.
Хенрик Славик е патрон на следните училища: Гимназия №3 в Ястшембе-Здруй (квартал Шерока), Гимназия №19 в Катовице, гимназията в Рибник.
На 20 август 2010 г. в Катовице е издигната паметна плоча в негова чест.
На 12 ноември 2014 г. в Галерията за история на града в Ястшембе-Здруй е открита първата в Полша постоянна експозиция озаглавена „Хенрик Славик от Шерока“.
На 21 март 2015 г. в Катовице е издигнат паметник на Хенрик Славик и Юзеф Антал.
На 18 септември 2015 г. част от брега на Дунав в Будапеща е наречена на Хенрик Славик.
На 26 ноември 2015 г. Градският съвет на Катовице нарича на Славик и Антал площад в града.
На 26 юни 2017 г. паметник на Славик и Антал е издигнат и в Будапеща.